# Піньята

Пінья́та (ісп. piñata від італ. pignatta — «пічний горщик») — назва традиційної іграшки з пап'є-маше, наповненої солодощами, цукерками, фруктами, що спершу використовувалась на католицькому святі посадас (дев'ятиденне свято перед Різдвом) та в першу неділю Великого посту, в основному в Латинській Америці і самої гри — розбивання іграшки. Згодом гра стала настільки популярною, що діти грають у неї на днях народження та інших святах.

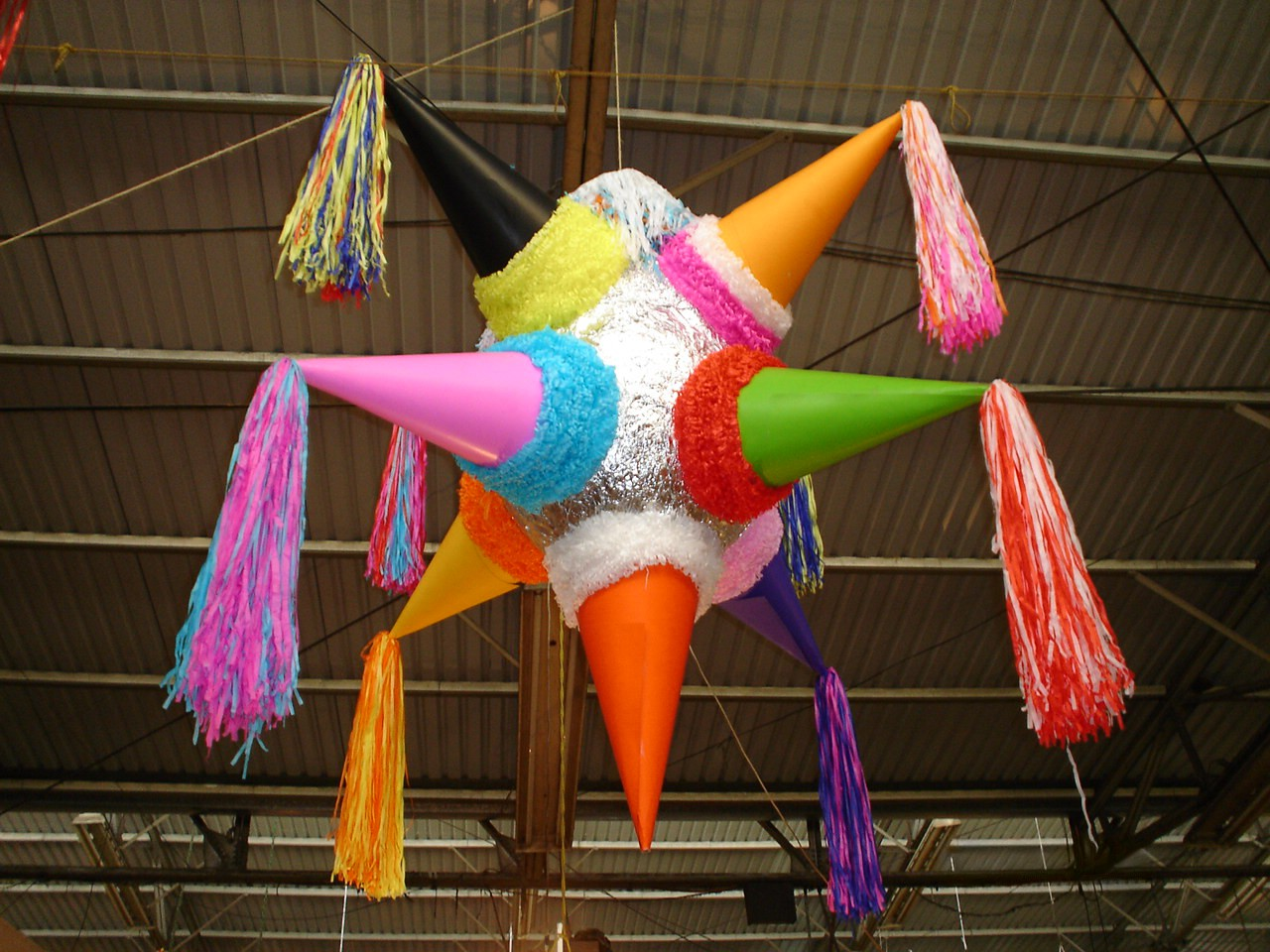
Піньята у вигляді зірки

## Генезис традиції
Оскільки слово «піньята» італійського походження, то вважається, що виникненню даної традиції світ має завдячувати Італії, де замість традиційних зірок, віслючків та фруктів італійці підвішували просто розфарбований горщик з дрібничками, прикрасами й цукерками. Проте до італійців ця традиція прийшла з іншої країни: значно раніше подібні паперові дракони, ліхтарі  та різні тваринки виготовлялись ще у Китаї. У середині цих іграшок були п'ять традиційних видів насіння і зерен для китайців. Про традицію нібито розповів землякам венеційський купець Марко Поло, що в ХІІІ ст. подорожував до Китаю. Згодом традиція перекочувала до Іспанії, а звідти, разом з емігрантами, до Мексики та інших латиноамериканських країн. У самій Мексиці вважається, що традицію піньяти мексиканці переняли від ацтеків, які теж розбивали прикрашений пір'ям горщик, всередині якого були коштовні дари із золота та нефриту для бога дощу Уїцілопочтлі. Подібна традиція існувала також в індіанців мая. Висуваються гіпотези про те, що іспанські католики грою в піньяту хотіли навернути язичників-індіанців до християнства. Хоча про свої права на першість створення піньяти з цими народами також сперечаються іспанці, португальці і навіть греки.

## Опис традиції
Зараз піньята настільки популярна, що подібні іграшки виготовляють не лише в Мексиці та Латинській Америці, але й у США, Європі та багатьох інших країнах. Піньяту можна як купити, так і виготовити власноруч: найпопулярніші фігурки віслючків, зірок із сімома променями, відомих людей і персонажів. Спершу піньяти мали вигляд тільки семипроменевих зірок, що символізували Вифлеємську зірку, а сім променів — це сім смертних гріхів: жадібність, зажерливість, лінь, гордість, заздрість, гнів і хтивість. Розбивання цієї зірки мало символічне значення, а ласощі служили «нагородою» за протистояння цим гріхам. Віслючок  – це теж біблійний образ. На віслюку вагітна Діва Марія їхала до Вифлеєму з Йосипом. Піньяту вішають на дереві або деінде, а дитина із зав'язаними очима намагається розбити її. Піньята не просто нерухомо височіє над головами учасників, а вона прикріплена до мотузки, кінці якої тримають двоє людей. Вони то натягують, то відпускають їх, тим самим змушуючи іграшку рухатися. Ці дії супроводжуються співами:
| Іспанська мова | Українська мова |
| --- | --- |

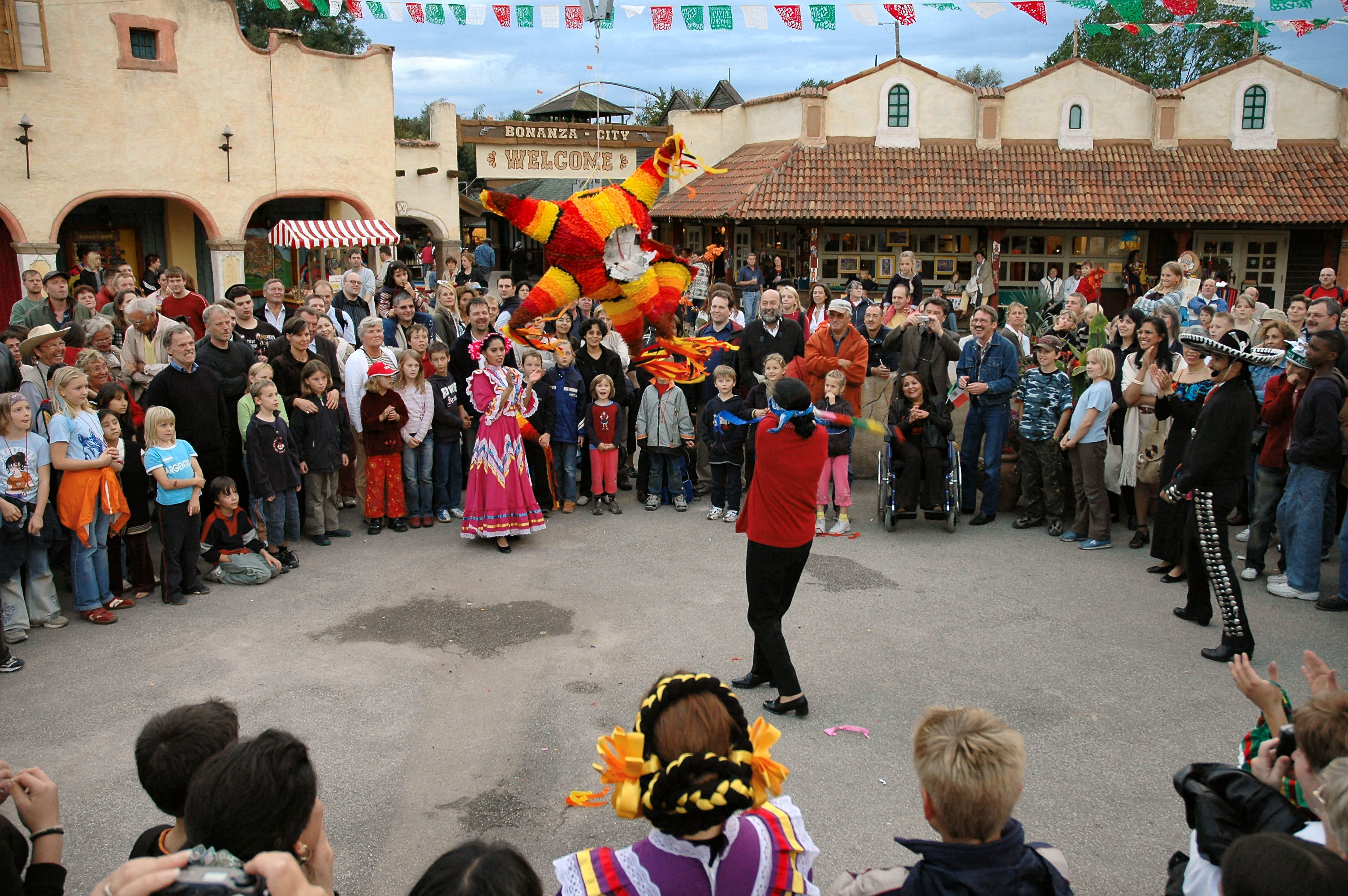
Інколи піньяти це цілі видовища

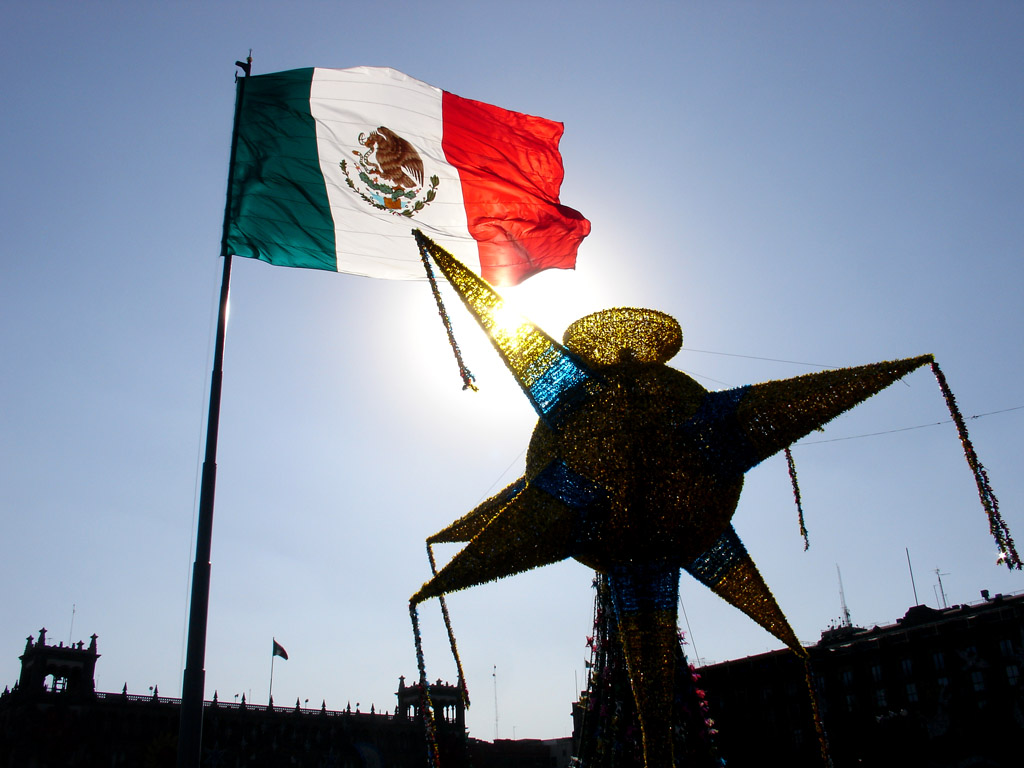
Гігантська піньята в Палаці конституції, Мехіко, Мексика

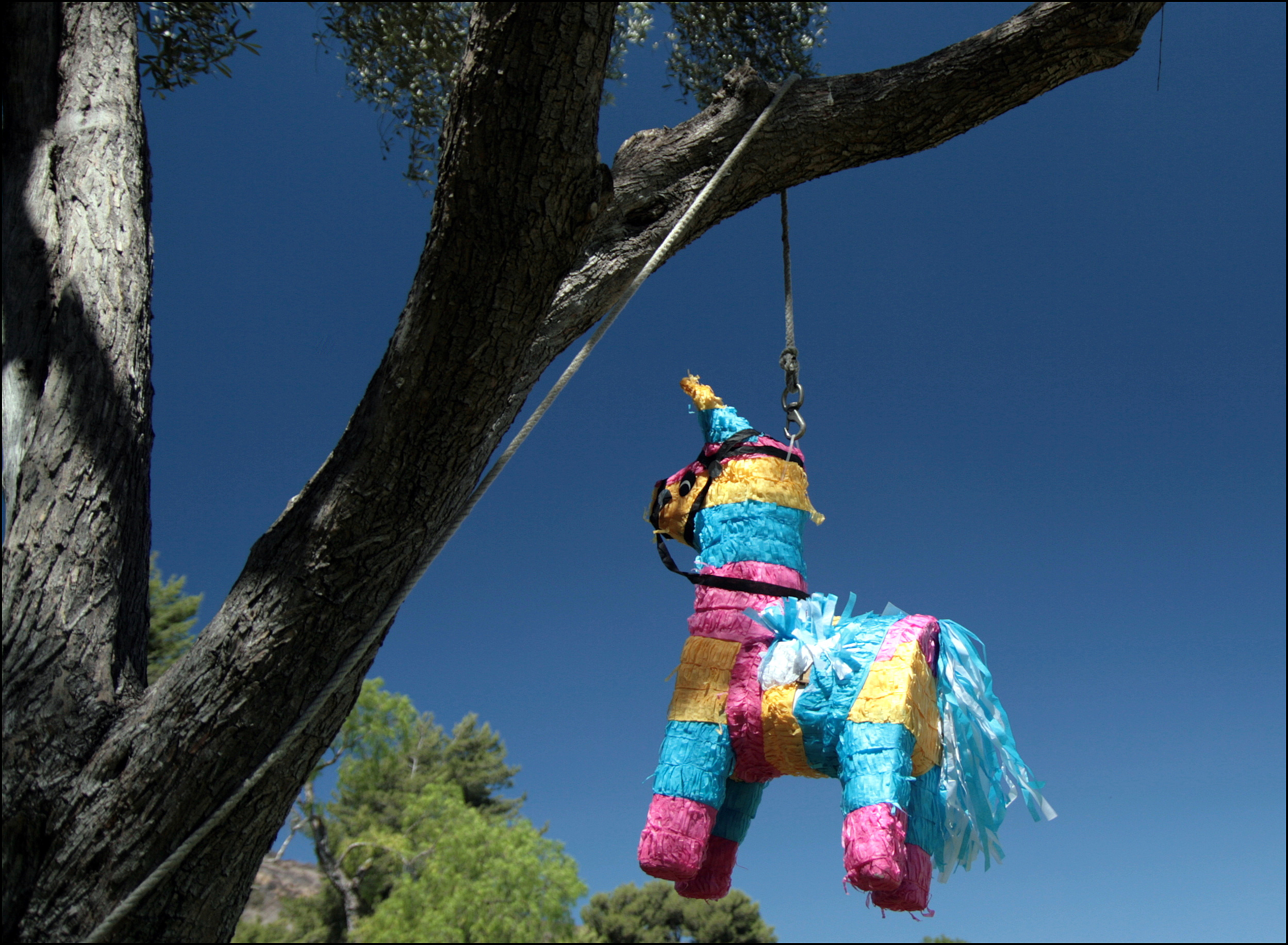
Піньята у вигляді віслюка в Сан-Дієго

| Dale, dale, dale, dale, dale, no pierdas el tino, mide la distancia, que hay en el camino. (Варіант: Dale, dale, dale, no pierdas el tino, porque si lo pierdes, pierdes el camino. Ya le diste uno, ya le diste dos, ya le diste tres y tu tiempo ¡se acabo! Після цих слів передає палицю іншому). La piñata tiene caca, tiene caca, cacahuates de a monton. Esta piñata es de muchas macas, sólo contiene, naranjas y cacas. Ándale, niño, no te dilates, con la canasta de los cacahuates. | Давай, давай, давай, давай, давай, вміння не втрачай, поміряй відстань, що є в дорозі Давай, давай, давай, давай, давай вміння не втрачай якщо його втратиш втратиш дорогу. Уже є перший удар, уже є другий удар, уже є третій удар, і твій час закінчився! У піньяті є бека, є бека, арахіс з купи. Ця піньята з багатьма слідами від ударів, та тільки в ній є апельсини і бека. Дій, хлопче, й не вагайся, з [тією] плетеною корзиною з арахісом. |

Зараз продаються піньяти, які можна не розбивати: варто лише смикнути за стрічку і цукерки висипаються самі. Є ще «американський варіант» піньяти: коли підвішеній фігурці віслюка гравець із зав'язаними очима намається пришпилити хвоста з кнопкою.
В Мексиці, Центральній Америці, на півдні США, тобто в регіонах з найбільшим впливом мексиканської культури, використовують піньяти майже на всіх святах і святкуваннях. У Пуерто-Рико, Еквадорі, Перу, Венесуелі, Колумбії і в меншій частині країн Латинської Америки піньяти є традиційними видовищами тільки на дитячих днях народження.

## Покрокова інструкція
1. Для створення основи знадобиться гофрований картон або пап’є-маше. Якщо обрали перший варіант, виріжте дві однакові форми обраної фігури. Якщо ж вирішили скористатися пап’є-маше, згорніть його у бажану форму за допомогою пластикової пляшки або повітряної кульки.
2. Далі необхідно з’єднати форми за допомогою клею, не забувши залишити маленький отвір знизу, для наповнення конструкції.
3. Після склеювання залиште основу піньяти на деякий час для повного висихання. Якщо ви використовуєте пап’є-маше, може знадобитися декілька днів.